# Helianthus
L'elianto (Helianthus  L. 1753) è un genere di piante spermatofite dicotiledoni appartenenti alla famiglia delle Asteraceae, dall'aspetto di grandi erbacee annuali o perenni dalla tipica infiorescenza a capolino.

## Etimologia
Il nome di questo genere deriva da due parole greche ”helios” (= sole) e ”anthos” (= fiore) in riferimento alla tendenza di alcune piante del genere a girare sempre il capolino verso il sole, comportamento noto come eliotropismo. 

Anche il nome comune italiano (Girasole) deriva dalla rotazione in direzione del sole. 

Il nome scientifico attualmente accettato (Helianthus) è stato proposto da Carl von Linné (1707 – 1778) biologo e scrittore svedese, considerato il padre della moderna classificazione scientifica degli organismi viventi, nella pubblicazione Species Plantarum del 1753. Prima di Linneo il botanico francese Joseph Pitton de Tournefort (1656 – 1708) aveva usato il nome Corona del Sole per le prime specie di questo genere introdotte in Europa dall'America.

## Descrizione

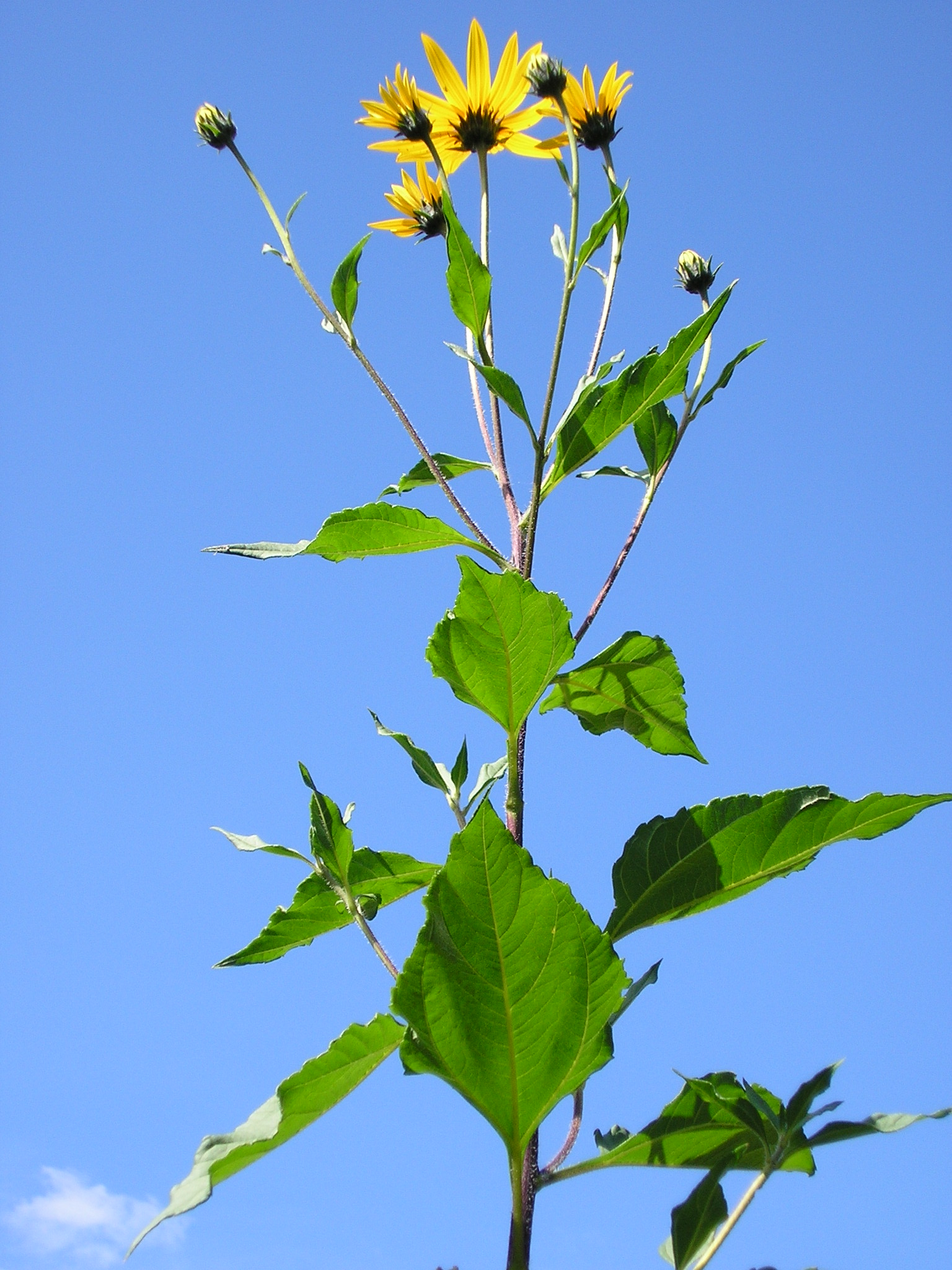
Il portamento
(Helianthus tuberosus)

I dati morfologici si riferiscono soprattutto alle specie europee e in particolare a quelle spontanee italiane.
 
I fusti di queste piante possono arrivare fino a 3 – 4 metri di altezza (massimo 5 metri). La forma biologica del genere varia a seconda del ciclo biologico (annuo o perenne) e può essere quindi sia terofita scaposa (T scap), oppure geofita bulbosa (G bulb) o anche geofita rizomatosa (G rhiz).

### Radici
Le radici possono essere fascicolate o fibrose, ma sempre di tipo secondario da un fittone (specie annue) o da un rizoma più o meno tuberoso (specie perenni).

### Fusto

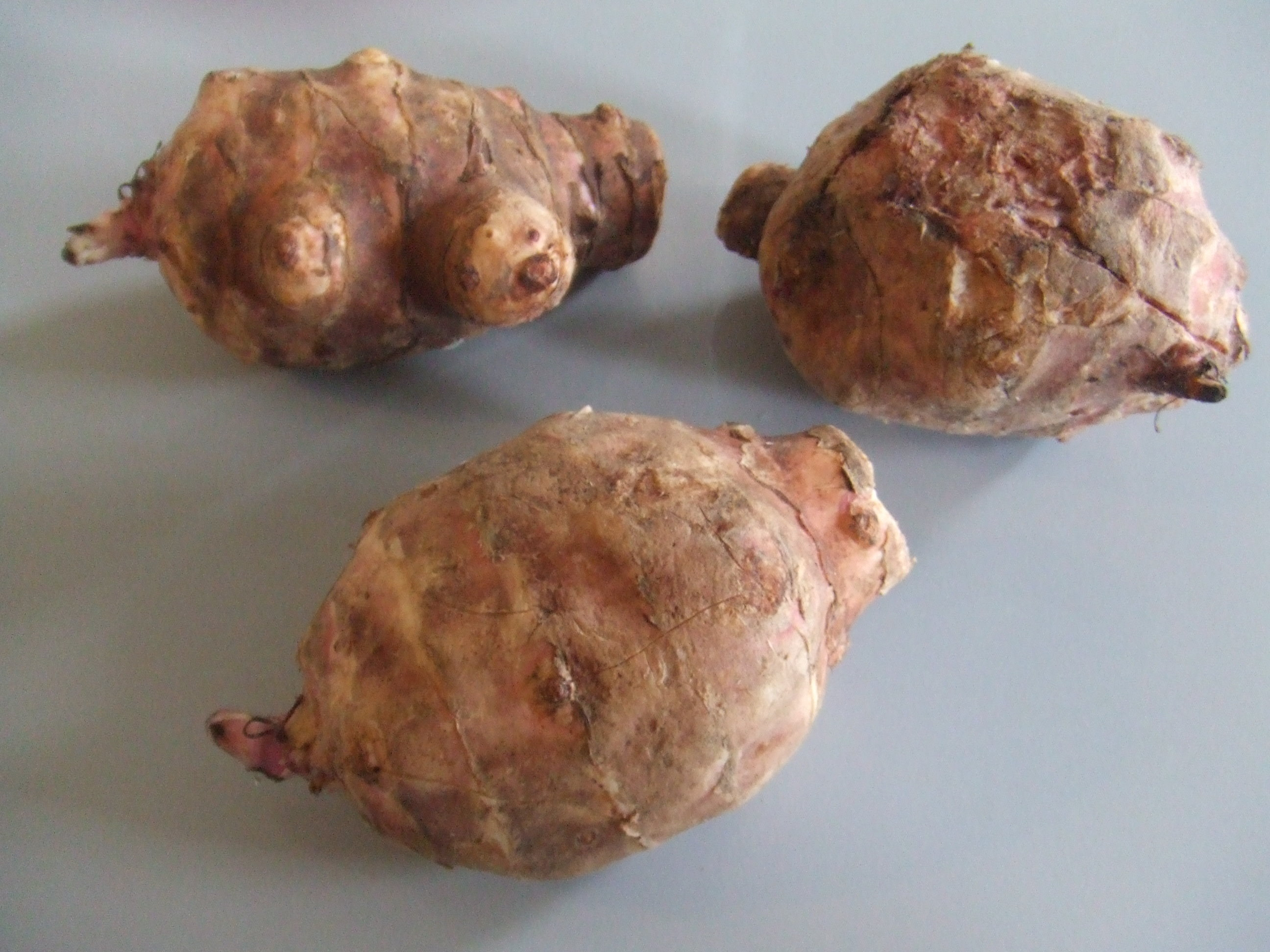
I tuberi sotterranei
(Helianthus tuberosus)

- Parte ipogea: la parte sotterranea è un fittone o un rizoma.
- Parte epigea: la parte aerea del fusto è eretta, ascendente e più o meno ramosa con capolini terminali.

### Foglie
Le foglie sono grandi; possono essere a disposizione opposta nella parte bassa del fusto, e a disposizione alterna nel resto della pianta, oppure solo opposte o solo alterne. Le foglie sono picciolate o sub-sessili. La forma è largamente ovata o anche triangolare e cuoriforme alla base, mentre è del tipo lanceolato nella parte superiore; l'apice e sempre acuminato. I margini sono seghettati oppure interi. La superficie è ruvida e percorsa da uno a tre nervi; possono essere presenti dei peli ghiandolosi.

### Infiorescenza
Le infiorescenze sono dei capolini terminali eretti e sub-corimbosi su peduncoli più o meno allungati. La struttura dei capolini è quella tipica delle Asteraceae: un peduncolo sorregge un involucro emisferico o campanulato o anche cilindrico composto da più brattee (o squame da 11 a 40) a disposizione embricata e poste in diverse serie (2 – 3) che fanno da protezione al ricettacolo  lievemente convesso e munito di pagliette avvolgenti i semi, sul quale s'inseriscono due tipi di fiori: quelli esterni ligulati (da una decina a 50) di colore giallo, disposti in un unico rango; quelli interni tubulosi (da 30 a 150 e più) di colore più scuro (arancio, giallastro scuro, bruno o violetto). Le brattee dell'involucro possono essere di due tipi: quelle esterne di tipo fogliaceo, largamente ovate e acuminate; quelle interne più brevi, lineari (simili alle pagliette del ricettacolo) e abbraccianti per metà gli acheni. Diametro dell'involucro: 40 – 50 cm. Diametro massimo del capolino: 50 cm.

### Fiori
I fiori sono simpetali, zigomorfi (quelli ligulati) e attinomorfi (quelli tubulosi); sono inoltre tetra-ciclici (formati cioè da 4 verticilli: calice – corolla – androceo – gineceo) e pentameri (calice e corolla formati da 5 elementi). Sono inoltre ermafroditi, più precisamente i fiori del raggio (quelli ligulati) sono sterili; mentre quelli del disco centrale (tubulosi) sono bisessuali.
- Formula fiorale: per questa pianta viene indicata la seguente formula fiorale:

* K 0/5, C (5), A (5), G (2), infero, achenio
- Calice: i sepali sono ridotti ad una coroncina di squame.
- Corolla: i fiori periferici (ligulati) sono nastriformi (provvisti di lunghe lingule – sono decisamente più lunghi dell'involucro) a forma lanceolata e a disposizione raggiante. Quelli del disco centrale (tubulosi) hanno delle corolle tubulari a 5 denti.
- Androceo: gli stami sono 5 con dei filamenti liberi; le antere  invece sono saldate fra di loro e formano un manicotto che circonda lo stilo. Le antere alla base sono ottuse[7] e colorate di nero, marrone o giallo scuro.
- Gineceo: lo stilo è unico con uno stimma filiforme-conico assai breve e pubescente; l'ovario è infero e uniloculare formato da due carpelli concresciuti e contenente un solo ovulo.

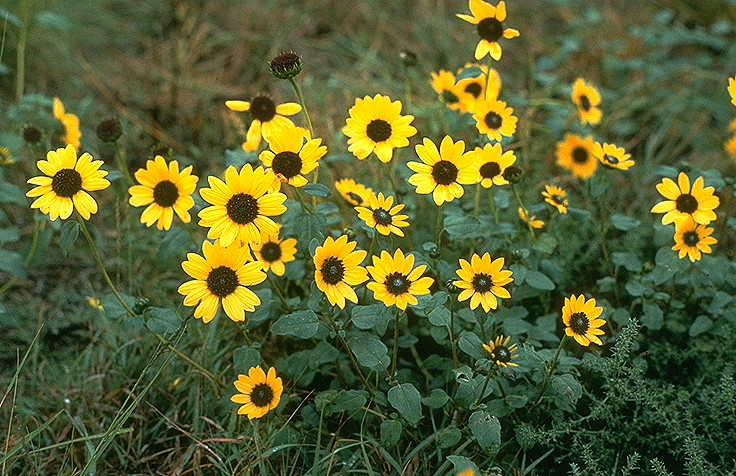
Infiorescenza (Helianthus petiolaris)
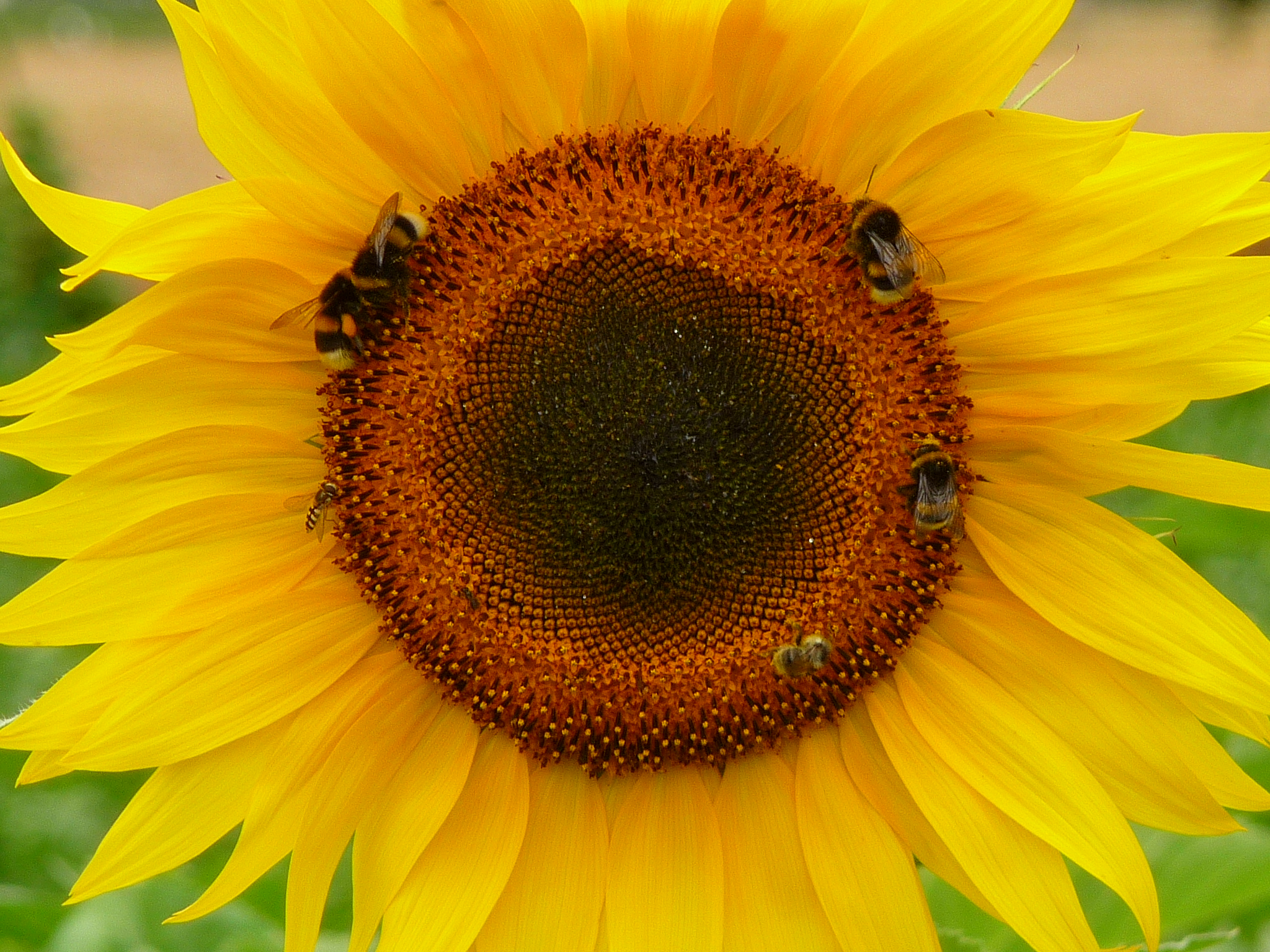
Il capolino (Helianthus annuus)

### Frutti

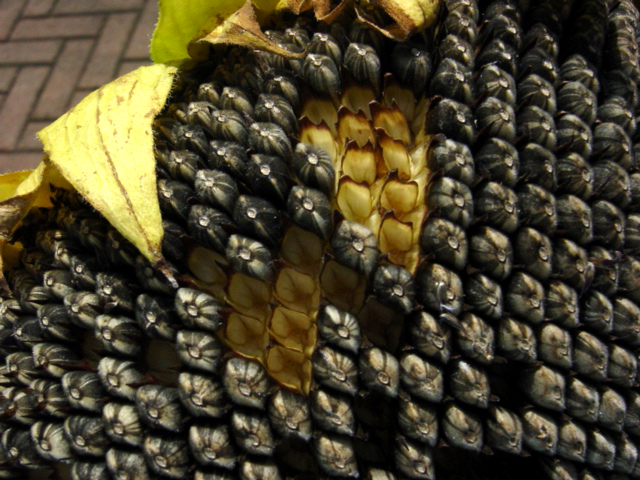
I frutti
(Helianthus annuus)

I frutti sono degli acheni compressi e sormontati da un pappo formato da due squame (o denti) lineari-acute e precocemente caduche. Il colore è violaceo-bruno.

### Semi

Seme al microscopio

## Biologia
- Impollinazione: l'impollinazione avviene tramite insetti (impollinazione entomogama).
- Riproduzione: la fecondazione avviene fondamentalmente tramite l'impollinazione dei fiori (vedi sopra).
- Dispersione: i semi cadendo a terra sono successivamente dispersi soprattutto da insetti tipo formiche (disseminazione mirmecoria).

## Distribuzione e habitat
La distribuzione della maggior parte delle specie del genere è relativa all'America del sud (come il Perù e il Cile), all'America centrale (Messico), ma anche all'America del Nord (Stati Uniti e Canada). Altrove sono naturalizzate.

Delle 5 specie  spontanee della flora italiana 3 vivono sull'arco alpino. La tabella seguente mette in evidenza alcuni dati relativi all'habitat, al substrato e alla distribuzione delle specie alpine.
| Specie | Comunità vegetali | Piani vegetazionali | Substrato | pH     | Livello trofico | H2O   | Ambiente | Zona alpina                    |
| --- | ----------------- | ------------------- | --------- | ------ | --------------- | ----- | -------- | ------------------------------ |
| H. annuus | 2                 | collinare           | Ca – Si   | neutro | alto            | medio | B2 B9    | NO VA BG BS BZ VR              |
| H. pauciflorus | 2                 | collinare           | Ca – Si   | neutro | alto            | medio | B1 B9    | BZ ?                           |
| H. tuberosus | 11                | collinare           | Ca – Si   | neutro | alto            | medio | B5 B9 G2 | tutto l'arco alpino (escl. CO) |
| Legenda e note alla tabella. Substrato con “Ca/Si” si intendono rocce di carattere intermedio (calcari silicei e simili); vengono prese in considerazione solo le zone alpine del territorio italiano (sono indicate le sigle delle province). Comunità vegetali: 2 = comunità terofiche pioniere nitrofile; 11 = comunità delle macro- e megaforbie terrestri Ambienti: B1 = campi, colture e incolti; B2 = ambienti ruderali, scarpate; B5 = rive, vicinanze corsi d'acqua; B9 = coltivi umani; G2 = praterie rase dal piano collinare a quello alpino |                   |                     |           |        |                 |       |          |                                |

## Tassonomia
La famiglia di appartenenza del genere (Asteraceae o Compositae, nomen conservandum) è la più numerosa del mondo vegetale, comprende oltre 23000 specie distribuite su 1535 generi (22750 specie e 1530 generi secondo altre fonti). Il genere è composto da circa 50 – 70 specie secondo i vari Autori.

I caratteri più significativi di distinzione del genere sono la sterilità dei fiori periferici ligulati e la bisessualità di quelli centrali del disco (i fiori tubulosi), il pappo con due squame apicali che possono essere caduche e un'appendice pluricellulare al vertice dello stilo, mentre le brattee sul ricettacolo  e le antere nere (o scure) sono le principali sinapomorfie relative a tutta la tribù delle Helianteae.

Le varie specie vengono distinte soprattutto in base al ciclo biologico: annuo o poliennale. Un'altra suddivisione (tradizionale, ad opera soprattutto degli orticoltori) è fatta in base al colore dei fiori del disco centrale del capolino:
- il colore dei fiori del disco è scuro, purpureo, bruno o rosso scuro;

- la forma delle foglie è lanceolata e sono picciolate su fusti glabri (H. giganteus);
- la forma delle foglie è ovale e sono sessili o sub-sessili (H. decapetalus, H. mollis);
- la forma delle foglie è ovale e sono lungamente picciolate su un fusto irsuto e rude (H. tuberosus);

- il colore dei fiori del disco è giallo;

- la disposizione delle foglie cauline è alterna;

- la forma delle foglie è stretta, lineare-lanceolata, intera e con un'unica nervatura; i semi sono glabri (H. angustifolius);
- la forma delle foglie è larga con tre nervature; il ciclo biologico è annuale (H. argophyllus, H. annuus);

- la disposizione delle foglie cauline è opposta; le brattee involucrali sono ovali (H. atrorubens).

Le specie americane (che comprendono il gruppo più esteso) vengono divise in 4 sezioni:
- Sezione Helianthus: comprende piante a ciclo biologico annuale, foglie picciolate disposte in modo alternato e con il colore del disco del capolino rosso o viola (H. annuus, H. neglectus, H. anomalus, H. niveus, H. praecox, H. deserticola e altre);
- Sezione Agretsis: comprende un'unica specie a ciclo biologico annuo, glabra e glauca: H. Agrestis;
- Sezione Ciliares: comprende piante perenni con radici lunghe e striscianti, fusti non molto alti (massimo 1 metro), e foglie raccolte perlopiù in una rosetta basale. La distribuzione è relativa agli Stati Uniti occidentali e Messico. La sezione è ulteriormente suddivisa in due gruppi:

- Serie Pumili (H. pumilis, H. cusickii e H. gracilentus);
- Serie Ciliares (H. laciniatus, H. ciliaris e H. arizonensis);

- Sezione Divaricati:  comprende piante perenni con rizomi o tuberi, con fusti più alti di 1 metro e senza la rosetta basale. La distribuzione è relativa alla parte orientale e centrale dell'America del Nord. La sezione è divisa in quattro gruppi:

- Serie Corona-solis (H. divaricatus, H. californicus, H. decapetalus, H. giganteus, H. hirsutus, H. nuttallii, H. strumosus, H. tuberosus e altre);
- Serie Angustifolii (H. angustifolius, H. carnosus, H. heterophyllus, H. radula, H. simulans e altre);
- Serie Microcephali (H. glaucophyllus, H. laevigatus, H. microcephalus, H. porteri, H. smithii);
- Serie Atrorubentes (H. silphoides, H. pauciflorus, H. occidentalis, H. atrorubens)

### Filogenesi

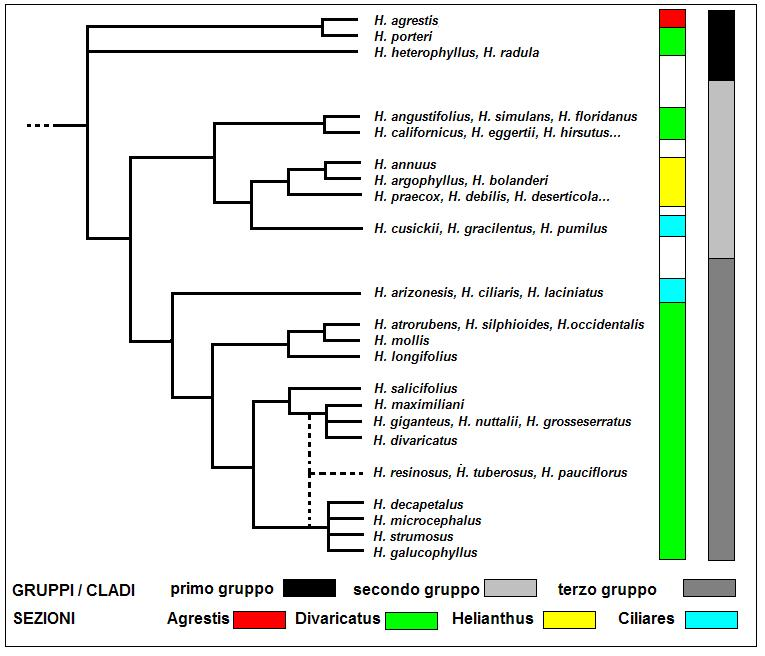
Cladogramma filogenesi Helianthus

Helianthus è un genere di difficile classificazione, specialmente all'interno delle varie specie (classificazione intraspecifica). I fattori che ostacolano questa tassonomia sono molti: la plasticità dello sviluppo in funzione ecologica (o dell'ambiente in generale), la frequente ibridazione interspecifica (con frequenti fenomeni di introgressione) e la presenza della poliploidia.

Ultimamente alcuni studi filogenetici basati sull'analisi del DNA ribosomiale di alcune specie di questo genere hanno permesso di chiarire le relazioni interne fra le varie specie di questo gruppo (l'analisi è stata fatta sul territorio americano, ma rimane valida anche per le specie europee). Il cladogramma al lato (tratto dallo studio citato e semplificato) mostra molto chiaramente la struttura filogenetica del genere divisa in tre gruppi (o cladi principali), due dei quali (il secondo e il terzo) sono sister groups (o gruppi fratelli).  I colori nell'illustrazione indicano le quattro sezioni nel quale viene tradizionalmente suddiviso il genere Helianthus (vedi paragrafo precedente); in questo modo viene evidenziato il monotipo della sezione Agrestis, la polifilia della sezione Ciliares e della sezione Divaricatus, ma anche la monofilia della sezione Helianthus. Le linee tratteggiate indicano un evento di poliploidia.

#### Specie spontanee italiane
Per meglio comprendere ed individuare le varie specie del genere (solamente per le specie spontanee della flora italiana) l'elenco che segue utilizza in parte il sistema delle chiavi analitiche (vengono cioè indicate solamente quelle caratteristiche utili a distingue una specie dall'altra).

- Gruppo 1A: il colore dei fiori del disco (quelli tubulosi) sono bruni;

- Gruppo 2A: le foglie lungo il fusto sono disposte in modo opposto; il ciclo biologico della pianta è perenne;

- Helianthus pauciflorus Nutt. - Girasole selvatico: l'altezza della pianta arriva a 1 – 3 m; la forma biologica è emicriptofita scaposa (H scap); il tipo corologico è Nord Americano; l'habitat tipico di questa pianta sono gli incolti umidi, le rive dei corsi d'acqua e i fossi; è distribuito su tutto il territorio italiano fino ad una altitudine di 500 m s.l.m..

- Gruppo 2B: le foglie lungo il fusto sono disposte in modo alterno; il ciclo biologico della pianta è annuale;

- Helianthus annuus Lt. - Girasole comune: l'altezza della pianta arriva a 1 – 2 m; la forma biologica è terofita scaposa (T scap); il tipo corologico è Sud Americano; l'habitat tipico di questa pianta sono le aree presso gli orti su macerie e rifiuti; è distribuito su tutto il territorio italiano fino ad una altitudine di 1500 m s.l.m..

- Gruppo 1B: il colore dei fiori è completamente giallo; le foglie sono picciolate e la forma è ovato-lanceolata;

- Gruppo 3A: il rizoma è tuberoso; la parte alta del fusto è cigliato-ruvido; le foglie sono disposte in modo alterno;

- Helianthus tuberosus L. - Girasole di Canada: l'altezza della pianta arriva a 10 – 20 dm; il ciclo biologico è perenne; la forma biologica è geofita bulbosa (G bulb); il tipo corologico è Nord Americano; l'habitat tipico di questa pianta sono gli incolti e le rive dei corsi d'acqua; è distribuito più o meno su tutto il territorio italiano fino ad una altitudine di 800 m s.l.m..

- Gruppo 3B: il rizoma è fusiforme e sottile; il fusto è glabro; le foglie sono disposte in modo opposto;

- Gruppo 4A: capolini sono ornati con 8 – 15 fiori ligulati;

- Helianthus decapetalus L. - Girasole semplice: l'altezza della pianta arriva a 8 – 15 dm; il ciclo biologico è perenne; la forma biologica è emicriptofita scaposa (H scap); il tipo corologico è Nord Americano; l'habitat tipico di questa pianta sono gli incolti e le rive dei corsi d'acqua; è raro e si trova solo nel Piemonte fino ad una altitudine di 600 m s.l.m..

- Gruppo 4B: i capolini sono ornati con 20 e oltre fiori ligulati;

- Helianthus multiflorus L. - Girasole doppio: l'altezza della pianta arriva a 8 – 15 dm; il ciclo biologico è perenne; la forma biologica è emicriptofita scaposa (H scap); il tipo corologico è Nord Americano; l'habitat tipico di questa pianta sono le aree coltivate (raramente è sub-spontaneo); è raro e si trova solo nella Pianura Padana fino ad una altitudine di 600 m s.l.m..

### Ibridi
Il genere Helianthus, nella famiglia delle Asteraceae, è considerato il gruppo di piante che più facilmente si ibridano. In particolare le specie che più facilmente si ibridano spontaneamente in Italia sono: H. pauciflorus, H. tuberosus, H. annuus e H. decapetalus.

### Generi simili
Il genere che più si avvicina all'Helianthus è il genere Rudbeckia. In effetti più di qualche specie nel passato è “transitata” da un genere all'altro. Le specie del genere Helianthus si distinguono da quelle di Rudbeckia in quanto le foglie sono sempre intere e il pappo è sormontato da 2 – 4 reste caduche (e non da una coroncina di squame).

## Usi
Secondo la medicina popolare alcune specie di questo genere (il topinambur o il girasole comune) presentano delle proprietà medicamentose molto usate soprattutto nel passato. Attualmente (sempre le due specie citate) sono utilizzate per scopi alimentari: i bulbi del Topinambur sono usati come patate, mentre dai semi del Girasole comune si produce olio commestibile.

Oltre alle specie più conosciute in Europa H. tuberosus e H. annuus, in America altre specie sono usate per scopi alimentari:
- H. strumosus: pianta con radici fusiformi; foglie lanceolato-ovali a disposizione opposta; i fiori non molto grandi sono gialli; è una specie originaria dell'America Settentrionale della quale si consuma le radici (si può estrarre anche una fecola valida per lo svezzamento dei bambini).
- H. maximiliani: è una specie spontanea delle pianure degli Stati Uniti i cui tuberi servivano da alimento agli indiani Sioux.
- H. giganteu: con questa specie gli indiani Choctaw ricavavano una farina dai suoi frutti.